# Complexul Razim-Sinoie

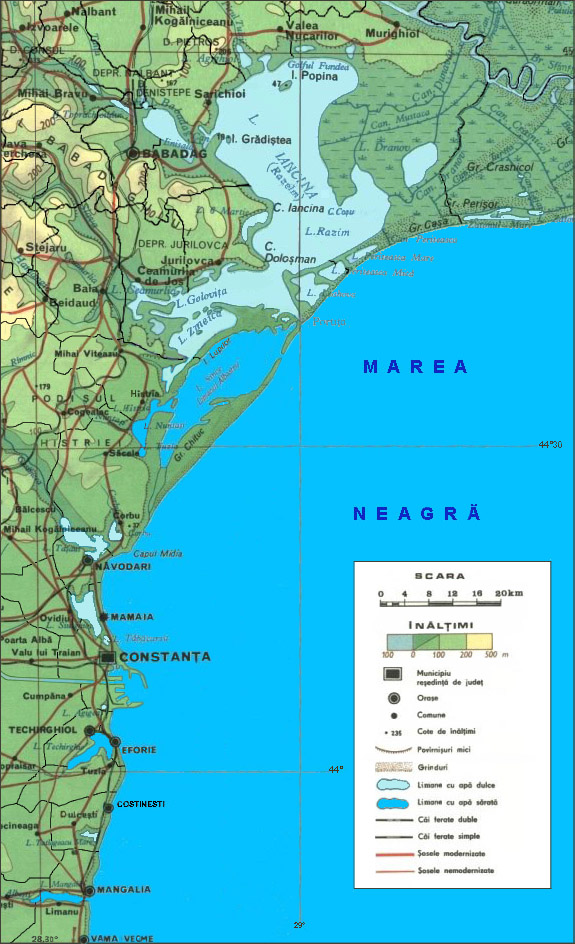
Complexul Razim-Sinoie

Complexul Razim-Sinoie sau complexul Razim-Sinoe, complexul Razelm-Sinoe este o componentă a Rezervației Biosferei Delta Dunării, situat în sudul Deltei Dunării,  format în principal din lacuri, grinduri maritime și câteva formațiuni de relief mai înalte. În anul 2007, Delta Dunării împreună cu Complexul Razim-Sinoie au fost declarate la nivel european ca Arie de Protecție Specială Avifaunistică. Lacurile ocupă circa 85% din complexul Razim-Sinoie și sunt de tip lagunar (Razim, Sinoie, Golovița, Zmeica, Nuntași și Istria) și de tip limanic (Babadag cu prelungirile sale Tăuc și Topraichioi, Agighiol, toate transformate în amenajări piscicole) și lacuri cuprinse între grinduri (Leahova-Coșna-Periteașca și cele de pe grindul Chituc, Edighiolurile). Complexul Razim-Sinoie constituie singurele lacuri litorale salmastre din România, care sunt legate atât de Dunăre cât și de mare. După lucrările hidrotehnice din 1970 complexul lagunar Razim-Sinoie a fost transformat în două unități: unitatea Razim și unitatea Sinoe. Unitatea Razim este formată din lacurile Razim, Golovița, Zmeica și Babadag cu cele doua lacuri componente Tauc și Topraichioi. Unitatea Sinoe este formată din lacurile Sinoe, Nuntași și Tuzla care păstrează legătura cu Marea Neagra printr-un stăvilar.